# 元景植
元景植（？—541年8月16日），名宝建，字景植，以字行，一作名景植，字宝建，河南郡洛阳县（今河南省洛阳市东）人，魏孝文帝元宏曾孙，相国、清河文宣王元亶之子，元魏宗室、官员。

## 生平
永熙三年（534年），元景植的弟弟元善见入朝承袭皇位，任命元景植为骠骑大将军、开府仪同三司。天平三年十二月壬申（537年1月2日），元亶去世，元景植为父亲服丧，丧期结束后担任光祿勳、开府仪同三司。兴和二年闰五月己丑（540年7月2日），魏孝静帝封元景植为宜阳郡王。兴和三年七月九日（541年8月16日），元景植去世，魏孝静帝下诏赠予使持节、侍中、假黄钺、相国、太保、司徒公、录书事、都督雍秦泾渭华五州诸军事、雍州刺史，宜阳郡王如故，谥号孝武，八月廿一日（541年9月26日）祔葬于父亲元亶陵墓附近。

## 墓地、墓碑与墓志
元景植墓地位于河北省磁县讲武城乡，东小屋村东北150米，藉头岗之南，编号M80、封土残存长宽高：12×18×3米，南35米有墓碑，龟座和碑下半已淤埋，地面上仅露2.3米。经1400多年风化损毁，字已不清。碑首与兰陵王碑首相同，圭额阳刻三行12篆字“魏侍中假黄钺太尉宜阳王碑”。其墓志早年于河北省磁县盗掘出土，志石现藏于开封市图书馆。

## 家庭

### 曾祖父母
- 魏孝文帝元宏[1]
- 河南罗氏，清河王太妃，使持节、侍中、镇东将军、青州刺史罗云之女[1]

### 祖父母
- 元怿，相国、清河文献王[1]
- 河南罗氏，使持节、抚军将军、济兖二州刺史罗盖之女[1]

### 父母
- 元亶，相国、清河文宣王[1]
- 胡智，使持节、散骑常侍、右将军、都督岐泾雍三州诸军事、雍州刺史、临泾孝穆公胡宁之女[1]

### 兄弟姐妹
- 河南长公主，嫁散骑常侍、光祿勳、武津县公颍川崔祖昴[1]
- 冯翊长公主，嫁侍中、尚书令、领军、开府仪同三司、勃海王世子勃海高澄[1]
- 魏孝静帝元善见，过继给魏孝明帝元诩
- 元威，骠骑大将军、仪同三司、清河王[1]
- 元谦，骠骑大将军、仪同三司、颍川王[1]

### 夫人
- 武城崔氏，骠骑大将军、徐州刺史崔㥄之女[1]